# Pristomerus vulnerator
Pristomerus vulnerator là một loài tò vò trong họ Ichneumonidae.